# نزع أمين تأكسدي
نزع الأمين التأكسدي (ملاحظة 1) هو نوع من أنواع تفاعلات نزع الأمين التي تعطي منتجات على شكل أحماض كيتو ومركبات أكسجينية أخرى من المركبات على المجموعة الأمينية.
يحدث تفاعل نزع الأمين التأكسدي في الحيوية وخاصة في الكبد والكليتين؛ إذ أن هذا التفاعل خطوة مهمة في تقويض الأحماض الأمينية أثناء عمليات الاستقلاب. يستحصل خلال تلك العملية الأمونيا على هيئة ناتج ثانوي، والذي يتخلص منه على شكل يوريا ضمن دورة اليوريا.
من الإنزيمات التي تحفز تفاعل نزع الأمين التأكسدي كل من غلوتامات ديهيدروجيناز (نازع هيدروجين الغلوتامات GLDH) وأكسيداز أحادي الأمين.

## هوامش
ملاحظة 1 يقابلها (بالإنجليزية: Oxidative deamination)